# Auguste Désiré Saint-Quentin
Auguste Désiré Saint-Quentin né le 25 août 1833 à Valenciennes et mort le 10 août 1906 à Valenciennes, est un peintre français. 

## Biographie
Auguste Désiré Saint-Quentin est l'élève d'Abel de Pujol.
Un temps directeur des écoles académiques de Tourcoing, il est l'auteur du plafond du chœur de l'église Saint-Géry de Valenciennes. L'église Saint-Martin de Sebourg dans le Valenciennois conserve deux de ses tableaux et sa châsse de Saint Druon, tandis que l'église Sainte-Marie-Madeleine, dans le hameau voisin de Sebourquiaux, conserve un tableau de lui représentant Marie-Madeleine. Il réalise une copie d'une œuvre de Victor Schnetz, Religieux secourant une pélerine blessée, qui est exposée en 1838 à Valenciennes. Il a exécuté plusieurs portraits au pastel.

## Expositions
- Salon de peinture et de sculpture, Paris, 1847, 1848.

## Conservation
- Musée des beaux-arts de Tourcoing, Nature morte, vase et fruits, pastel[3].